# 1905 год в литературе

## Премии

### Международные
- Нобелевская премия по литературе — Генрих Сенкевич, «За выдающиеся заслуги в области эпоса».

### Франция
- Гонкуровская премия — Клод Фаррер, «Цвет цивилизации».
- Премия Фемина — Ромен Роллан, роман «Жан-Кристоф».

## Книги
- «Варвары» — пьеса Максима Горького.
- «Дети солнца» — пьеса Максима Горького.
- «Зверь в пещере» — рассказ Говарда Лавкрафта.
- «Любовь к жизни» — рассказ Джека Лондона.
- «Маяк на краю света» — роман Жюля Верна.
- «На поле славы» — произведение Генрика Сенкевича.

## Родились
- 6 января:
  - Казис Борута, литовский писатель (умер в 1965).
  - Эрик Рассел, английский писатель-фантаст (умер в 1978).
- 24 мая — Михаил Александрович Шолохов, советский писатель (умер в 1984).
- 10 июля — Лев Абрамович Кассиль, русский советский писатель (умер в 1970)
- 25 июля — Элиас Канетти, австрийский писатель, лауреат Нобелевской премии по литературе 1981 года.
- 26 июля — Кертту Ванне, финская писательница (умерла в 1963).
- 4 сентября — Рено, Мэри, английская писательница (умерла в 1983).
- 13 октября — Илия Волен, болгарский писатель (умер в 1982).
- 8 октября – Цзан Кэцзя, китайский поэт и писатель
- 22 декабря — Стасис Англицкис, литовский поэт (умер в 1999).

## Умерли
- 29 января — Хосе до Патросиниу, бразильский писатель, журналист (род. в 1854).
- 22 февраля — Аугусто Франкетти, итальянский историк, литературовед, переводчик и юрист (род. 1840).
- 2 апреля — Элеонора Беницкая-Байза, венгерская писательница (род. 1839).
- 9 апреля — Сара Чонси Вулси, американский автор произведений для детей, писавшая под псевдонимом Сьюзан Кулидж (родилась в 1835).
- 24 марта — Жюль Верн, французский писатель-фантаст (родился в 1828).
- 18 августа — Константин Константинович Абаза, русский военный историк и писатель (родился в 1841).